# Tahakopa (rivière)
Le fleuve Tahakopa  (en anglais : Tahakopa River) s’écoule vers le sud-est à travers la chaîne de the Catlins, une zone du sud de l’Île du Sud de la Nouvelle-Zélande.

## Géographie
Sa source est située à l’ouest du mont Pye, à 25 km à l’est de la ville de Wyndham.
Il a une longueur totale de 32 km, et se déverse dans l’Océan Pacifique à 30 km  à l’est de Waikawa, tout près de la ville de « Papatowai ».